# 懷特泰爾 (蒙大拿州)
懷特泰爾（英語：Whitetail）是位於美國蒙大拿州丹尼爾斯縣的普查規定居民點。

## 歷史
懷特泰爾的郵局自1911年營運至今。

## 人口
根據2020年美國人口普查的數據，懷特泰爾的面積為0.36平方千米，皆為陸地。當地共有人口9人，而人口密度為每平方千米25人。